# Jean Courtecuisse (homme politique)
Pour les articles homonymes, voir Courtecuisse et Jean Courtecuisse.
Jean Courtecuisse, né le 7 mars 1911 à Hellemmes (Nord) et mort le 10 octobre 2000 à Lille (Nord) est un syndicaliste et homme politique français.

## Biographie
Fils d'un manœuvre et d'une lingère, Jean Courtecuisse entre comme employé de bureau dans une société d'assurance après son succès au brevet d'études primaires supérieure. Membre de la CFTC, il suit dans le cadre de cette organisation syndicale des cours du soir, ce qui lui permet d'obtenir le CAP d'aide-comptable.
Il est aussi très impliqué au sein de la Jeunesse ouvrière chrétienne, dont il préside la section d'Hellemmes à partir de 1928, avant d'en devenir permanent en 1933.
Il est ensuite, en 1936, secrétaire de l'union des syndicats CFTC de Dunkerque. Il est aussi adhérent du Parti démocrate populaire.
Mobilisé au début de la seconde guerre mondiale, il est fait prisonnier dans la poche de Dunkerque, il est prisonnier de guerre. Après l'échec d'une première tentative d'évasion, il parvient à falsifier son dossier administratif, ce qui lui permet d'être libéré à la fin de l'année 1942. A peine de retour en France, il participe à la résistance.
Après la Libération, il est élu maire-adjoint de Lambersart en 1945 et participe à la construction du Mouvement Républicain Populaire dans le département du Nord.
En septembre 1945, il est élu conseiller général, dans le canton de Lille-Ouest.
En octobre, il figure en quatrième position sur la liste du MRP dans la deuxième circonscription du Nord pour l'élection de la première assemblée constituante, et est élu député.
L'année suivante, cependant, le MRP perd un siège, et il n'est pas réélu.
Jean Courtecuisse rejoint en 1947 le Rassemblement du Peuple Français, ce qui entraîne son exclusion du MRP. S'il conserve son siège de conseiller municipal cette année-là, il perd en 1951 celui de conseiller général.
Il  se consacre à son activité professionnelle de représentant de commerce, sans s'éloigner totalement de l'action militante. Il est ainsi délégué départemental de l'action ouvrière du RPF, jusqu'à la mise en sommeil de ce mouvement en 1953.
Au retour de Charles de Gaulle au pouvoir, en 1958, il ne s'engage pas dans l'UNR, dont il désapprouve les orientations. Il est alors proche des gaulliste de gauche comme Léon Hamon ou Louis Vallon.
Il perd alors des responsabilités au sein de la Confédération générale des syndicats indépendants, dont il devient secrétaire général en 1959, mais ses différents avec Sulpice Dewez conduise à son éviction de cette fonction.
Il n'a plus, par la suite, d'engagement notable.

## Sources
Dictionnaire biographique du mouvement ouvrier français, notice d'André Caudron